# Bunbury
Bunbury è una città situata nella regione di South West, in Australia Occidentale; essa si trova 175 chilometri a sud di Perth ed è la sede della Città di Bunbury. Con un'area metropolitana di 57.744 abitanti, Bunbury è la terza città più popolosa dell'Australia Occidentale (dopo la capitale dello Stato e Mandurah).
A Bunbury nacque John Forrest, esploratore e primo uomo ad essere nominato primo ministro dell'Australia Occidentale.

## Storia
Il primo europeo a scoprire la zona su cui sorge l'odierna Bunbury fu il navigatore francese Louis de Freycinet nel 1803. Egli battezzò questo luogo Port Leschenault, in onore al botanico della spedizione Leschenault de la Tour. Qui venne stabilito un distaccamento militare che avrebbe dovuto fungere da protezione per i colonizzatori che, nelle intenzioni del governo dell'epoca, sarebbero dovuti arrivare per fondare un insediamento. Quando divenne chiaro che non sarebbe arrivato nessuno, i soldati smobilitarono e si spostarono più a sud, nella città di Augusta che a quell'epoca era già stata fondata.
Nel 1836 Port Leschenault venne ribattezzato con l'odierno nome di Bunbury, in onore del tenente Henry William St. Pierre Bunbury, il primo europeo ad aprire la via di terra per Bunbury a partire dalla città di Pinjarra. Solo due anni dopo, nel 1838, arrivarono i primi coloni, la famiglia Scott. Fra il 1851 ed il 1868 l'economia di Bunbury venne grandemente stimolata dall'arrivo di una colonia penale: la disponibilità di manodopera a bassissimo costo fece sì che la città si sviluppasse molto velocemente. Sul finire del XIX secolo ci fu un notevole sviluppo dell'industria del legname, inoltre la costruzione della ferrovia che la univa a Perth e la corsa all'oro scoppiata nella vicina Donnybrook contribuirono a rendere definitivamente Bunbury un porto di primaria importanza per l'economia dello stato.

## Geografia fisica

### Clima
La città di Bunbury ha un clima di tipo mediterraneo, con estati calde ed inverni miti.
| Mese                | Mesi | Mesi | Mesi | Mesi | Mesi | Mesi  | Mesi  | Mesi  | Mesi | Mesi | Mesi | Mesi | Stagioni | Stagioni | Stagioni | Stagioni | Anno  |
| Mese                | Gen  | Feb  | Mar  | Apr  | Mag  | Giu   | Lug   | Ago   | Set  | Ott  | Nov  | Dic  | Inv      | Pri      | Est      | Aut      | Anno  |
| ------------------- | ---- | ---- | ---- | ---- | ---- | ----- | ----- | ----- | ---- | ---- | ---- | ---- | -------- | -------- | -------- | -------- | ----- |
| T. max. media (°C)  | 29,4 | 29,8 | 27,5 | 24,1 | 21,1 | 18,4  | 17,2  | 17,3  | 18,2 | 20,7 | 24,2 | 26,9 | 28,7     | 24,2     | 17,6     | 21,0     | 22,9  |
| T. min. media (°C)  | 15,1 | 15,6 | 14,0 | 11,5 | 9,5  | 8,1   | 7,2   | 7,6   | 8,6  | 9,2  | 12,0 | 13,3 | 14,7     | 11,7     | 7,6      | 9,9      | 11,0  |
| Precipitazioni (mm) | 10,3 | 7,2  | 16,0 | 34,5 | 94,8 | 153,0 | 151,2 | 121,8 | 81,5 | 33,4 | 22,8 | 16,8 | 34,3     | 145,3    | 426,0    | 137,7    | 743,3 |
| Giorni di pioggia   | 1,6  | 1,1  | 2,2  | 5,8  | 9,3  | 13,9  | 15,2  | 14,6  | 12,9 | 5,6  | 3,7  | 2,3  | 5,0      | 17,3     | 43,7     | 22,2     | 88,2  |

## Amministrazione

### Gemellaggi
- Setagaya, dal 1992
- Jiaxing, dal 2000